# It Ends with Us (roman)
It Ends with Us (Het eindigt met ons) is een romantische Engelstalige roman van Colleen Hoover, gepubliceerd op 2 augustus 2016 door uitgeverij Atria Books. Gebaseerd op de relatie tussen haar moeder en vader, beschreef Hoover het als "het moeilijkste boek dat ik ooit heb geschreven".
De roman is in meer dan twintig talen vertaald, waaronder de Nederlandstalige versie getiteld "Nooit meer", en werd wereldwijd al meer dan zes miljoen keer verkocht. Op 18 oktober 2022 verscheen het vervolg, It Starts with Us (Het begint met ons). Een verfilming van de roman, met Blake Lively in de hoofdrol, verscheen in de bioscopen in augustus 2024.

## Verhaallijn
Lily Bloom is een jonge vrouw. Op de dag van haar vaders begrafenis gaat ze naar een dakterras. Hier ontmoet ze Ryle Kincaid, een neurochirurg. Lily vindt hem meteen aantrekkelijk. Sinds de ontmoeting met Ryle en het lezen van haar oude dagboeken moet ze veel denken aan haar eerste liefde Atlas Corrigan. Een paar maanden na de begrafenis verhuist Lily vanuit Maine naar Boston. Ze opent haar eigen bloemenwinkel. Op een dag komt er een enthousiaste vrouw, Alyssa, binnengelopen die vraagt om een job. Lily zoekt geen hulp, maar neemt Alyssa toch aan. Wanneer blijkt dat Alyssa en Ryle broer en zus zijn, groeien Ryle en Lily meer naar elkaar toe. Hun liefde voor elkaar wordt groter en hun relatie start.
Op een avond, wanneer Ryle een pot laat vallen, lacht Lily hem een beetje uit. Hij wordt woedend en duwt haar. Dit gedrag doet Lily denken aan hoe haar vader omging met haar moeder. Ze besluit dat haar relatie met Ryle anders is dan de relatie van haar ouders. Toch maakt ze duidelijk dat als dit nog een keer zou gebeuren ze bij hem weggaat.
Tijdens het dineren in een restaurant waar Atlas werkt, komen ze elkaar voor het eerst sinds een lange tijd weer tegen. Ryle is direct jaloers, maar Lily probeert hem te kalmeren door te vertellen dat hij gewoon een vriend is. In het geheim geeft Atlas zijn nummer aan Lily.
Lily en Ryle trouwen impulsief op een avond in Las Vegas. Ze zijn gelukkig samen totdat Ryle het nummer van Atlas ontdekt en Lily van de trap duwt. Hij vertelt haar vanwaar zijn agressie en trauma's komen, waardoor Lily hem vergeeft. Later vindt Ryle de oude dagboeken van Lily, waar haar liefde met Atlas in staat beschreven. Hij gelooft dat Lily vreemdgaat met Atlas en probeert haar te verkrachten.
Terwijl Ryle slaapt, ontsnapt Lily uit het huis. Ze gaat naar Atlas voor hulp. Hij brengt haar naar het ziekenhuis, waar ze ontdekt dat ze zwanger is. Lily verblijft een paar dagen bij Atlas, totdat Ryle naar het buitenland vertrekt voor werk. Atlas geeft toe dat hij nog gevoelens heeft voor Lily, maar dit heeft achtergehouden wegens Ryle.
Wanneer Ryle terugkomt, vertelt Lily hem dat ze zwanger is. Ze blijft een afstand tot hem behouden. Na de geboorte van hun kind beseft Lily dat ze niet wil dat hun dochter opgroeit bij een vader zoals Ryle. Ze vertelt hem dat ze een scheiding wil. Hij smeekt haar om niet bij hem weg te gaan. Lily doet dit voor haar dochter. Ze wil de cirkel van misbruik beëindigen. Het eindigt met ons.

## Vervolg
In februari 2022 werd aangekondigd dat Atria Books een vervolg op It Ends with Us zou uitgeven in oktober 2022. Dit vervolg, getiteld It Starts with Us, werd op 18 oktober 2022 gepubliceerd. Het verhaal pakt de draad op waar It Ends with Us eindigde en focust op de relatie tussen Lily en Atlas.

## Bestseller 60
| Boeken met noteringen in de Nederlandse Bestseller 60 | Jaar van verschijnen | Datum van binnenkomst | Hoogste positie | Aantal weken | Opmerkingen |
| ----------------------------------------------------- | -------------------- | --------------------- | --------------- | ------------ | ----------- |
| It Ends with Us                                       | 2022                 | 13-07-2022            | 1(1wk)          | 74           |             |

## Verfilming
In juli 2019 stelde Justin Baldoni voor om het boek te verfilmen in samenwerking met zijn productiestudio, Wayfarer Studios. In januari 2023 werd Blake Lively gecast voor de hoofdrolspeelster Lily Bloom. Justin Baldoni, die de film regisseert, zal de rol van Ryle Kincaid op zich nemen. Brandon Sklenar werd gecast voor de rol van Atlas. De film zou oorspronkelijk op 9 februari 2024 in de bioscopen verschijnen, maar door vertragingen was de release in augustus 2024.
- Gemeinsame Normdatei: 1164244078
- Virtual International Authority File: 1221151656266308400005